# Szeragga Goren
Szeragga Goren (hebr.: שרגא גורן, ang.: Shraga Goren, ur. 1898 w Makarowie, zm. 12 czerwca 1972) – izraelski polityk, w latach 1949–1951 poseł do Knesetu z listy Mapai.
W wyborach parlamentarnych w 1949 po raz pierwszy i jedyny dostał się do izraelskiego parlamentu.